# Girmaw Amare
Girmaw Amare (Gojam occidentale, 4 febbraio 1987) è un maratoneta israeliano di origini etiopi, specializzato nei 10.000 metri piani, nella mezza maratona e nella maratona.

## Biografia
Amare è nato in Etiopia nel Gojam occidentale in una famiglia ebrea con cui nel 2006, a 19 anni, emigra in Israele.
Nel 2016 arriva terzo ai campionati israeliani sui 5000 metri piani, l'anno successivo arriva secondo alla maratona di Tiberiade ed in agosto viene convocato per partecipare alla maratona dei mondiali di Londra, dove chiude al 63º posto con il tempo di 2:26:37.
Nel gennaio 2018 vince la maratona di Tiberiade stabilendo il sesto miglior tempo israeliano di sempre, a marzo arriva 52º ai mondiali di mezza maratona di Valencia.
A luglio si laurea campione nazionale sui 5000 metri e a dicembre, con il tempo di 2:12:37, fissa il nuovo record israeliano alla maratona di Valencia che migliora di quasi tre minuti il 5 maggio 2019 alla Maratona di Praga.
L'8 agosto 2021 partecipa alla maratona olimpica di Tokyo 2021, classificandosi 28º
Ad aprile 2022, a Berlino, stabilisce il primato personale sulla mezza maratona con 1:02:00, il 15 agosto successivo arriva nono alla maratona degli europei di Monaco di Baviera, contribuendo alla vittoria dell'oro nella gara a squadre. A dicembre, a Valencia fissa il suo nuovo personale sui 42 km con 2:05:52.
Nella mezza maratona di Roma 2024 chiude ancora al nono posto, vincendo l'argento a squadre.

## Progressione

### 5.000 metri
| Stagione | Tempo    | Luogo    | Data      | Rank. Mond. |
| -------- | -------- | -------- | --------- | ----------- |
| 2023     | 14'28"32 | Tel Aviv | 10-6-2023 | 2727°       |
| 2022     | 13'48"32 | Tel Aviv | 23-3-2022 | 659°        |
| 2020     | 13'54"38 | Tel Aviv | 21-6-2020 | 442°        |
| 2018     | 13'54"86 | Tel Aviv | 2-6-2018  | 469°        |
| 2017     | 14'01"00 | Tel Aviv | 6-5-2017  | 647°        |
| 2016     | 14'02"67 | Tel Aviv | 23-6-2016 | 762°        |
| 2015     | 13'54"27 | Tel Aviv | 9-5-2015  | 507°        |
| 2014     | 13'56"65 | Tel Aviv | 19-1-2014 | 463°        |
| 2013     | 14'05"57 | Tel Aviv | 18-5-2013 | 723°        |

### 10.000 metri
| Stagione | Tempo    | Luogo    | Data      | Rank. Mond. |
| -------- | -------- | -------- | --------- | ----------- |
| 2023     | 28'24"90 | Tel Aviv | 13-4-2023 | 287°        |
| 2022     | 28'24"93 | Tel Aviv | 26-4-2022 | 303°        |
| 2021     | 28'21"27 | Tel Aviv | 22-4-2021 | 262°        |
| 2018     | 28'15"41 | Londra   | 19-5-2018 | 86°         |
| 2017     | 28'43"11 | Tel Aviv | 20-4-2017 | 228°        |
| 2016     | 28'52"89 | Leida    | 11-6-2016 | 328°        |
| 2015     | 28'10"32 | Tel Aviv | 28-4-2015 | 102°        |
| 2014     | 28'17"94 | Tel Aviv | 8-5-2014  | 91°         |
| 2012     | 29'23"70 | Tel Aviv | 2-5-2012  | 661°        |
| 2010     | 30'11"87 | Tel Aviv | 15-4-2010 | 1092°       |

### Mezza maratona
| Stagione | Tempo    | Luogo     | Data       | Rank. Mond. |
| -------- | -------- | --------- | ---------- | ----------- |
| 2024     | 1h01'31" | Roma      | 09-06-2024 |             |
| 2023     | 1h02'53" | Riga      | 01-10-2023 | 522°        |
| 2022     | 1h02'00" | Berlino   | 03-04-2022 | 297°        |
| 2021     | 1h03'34" | Tiberiade | 10-12-2021 | 401°        |
| 2020     | 1h02'03" | Gdynia    | 17-10-2020 | 221°        |
| 2019     | 1h02'53" | Lisbona   | 17-03-2019 | 390°        |
| 2018     | 1h03'19" | Valencia  | 24-03-2018 | 434°        |
| 2017     | 1h05'14" | L'Aia     | 12-03-2017 | 734°        |
| 2013     | 1h08'38" | Kazan'    | 12-07-2013 | 2451°       |

### Maratona
| Stagione | Tempo    | Luogo          | Data      | Rank. Mond. |
| -------- | -------- | -------------- | --------- | ----------- |
| 2023     | 2h05'52" | Valencia       | 3-12-2023 | 65°         |
| 2022     | 2h07'35" | Siviglia       | 20-2-2022 | 126°        |
| 2021     | 2h07'50" | Hula Lake Park | 15-3-2021 | 109°        |
| 2020     | 2h07'28" | Siviglia       | 23-2-2020 | 62°         |
| 2019     | 2h09'54" | Praga          | 5-5-2019  | 203°        |
| 2018     | 2h12'37" | Valencia       | 2-12-2018 | 317°        |
| 2017     | 2h17'20" | See Genezareth | 6-1-2017  | 706°        |

## Palmarès
| Anno | Manifestazione          | Sede              | Evento         | Risultato | Prestazione | Note                                     |
| ---- | ----------------------- | ----------------- | -------------- | --------- | ----------- | ---------------------------------------- |
| 2013 | Universiadi             | Kazan'            | Mezza maratona | 21°       | 1h08'38"    |                                          |
| 2014 | Europei                 | Zurigo            | 10000 metri    | 18°       | 30'53"87    |                                          |
| 2016 | Mondiali                | Londra            | Maratona       | 62°       | 2h26'37"    |                                          |
| 2018 | Mondiali mezza maratona | Valencia          | Mezza maratona | 52°       | 1h03'19"    | Miglior prestazione personale            |
| 2018 | Mondiali mezza maratona | Valencia          | A squadre      | 10°       | 3h08'47"    |                                          |
| 2020 | Mondiali mezza maratona | Gdynia            | Mezza maratona | 39°       | 1h02'03"    | Miglior prestazione personale            |
| 2020 | Mondiali mezza maratona | Gdynia            | A squadre      | 7°        | 3h03'53"    |                                          |
| 2021 | Giochi olimpici         | Tokyo             | Maratona       | 28°       | 2h16'17"    |                                          |
| 2022 | Europei                 | Monaco di Baviera | Maratona       | 9°        | 2h11'32"    |                                          |
| 2022 | Europei                 | Monaco di Baviera | A squadre      | Oro       | 6h31'48"    |                                          |
| 2024 | Europei                 | Roma              | Mezza maratona | 9°        | 1h01'31"    | Miglior prestazione personale            |
| 2024 | Europei                 | Roma              | A squadre      | Argento   | 3h04'39"    |                                          |
| 2024 | Giochi olimpici         | Parigi            | Maratona       | 44º       | 2h12'51"    | Miglior prestazione personale stagionale |